# Административное деление Словакии

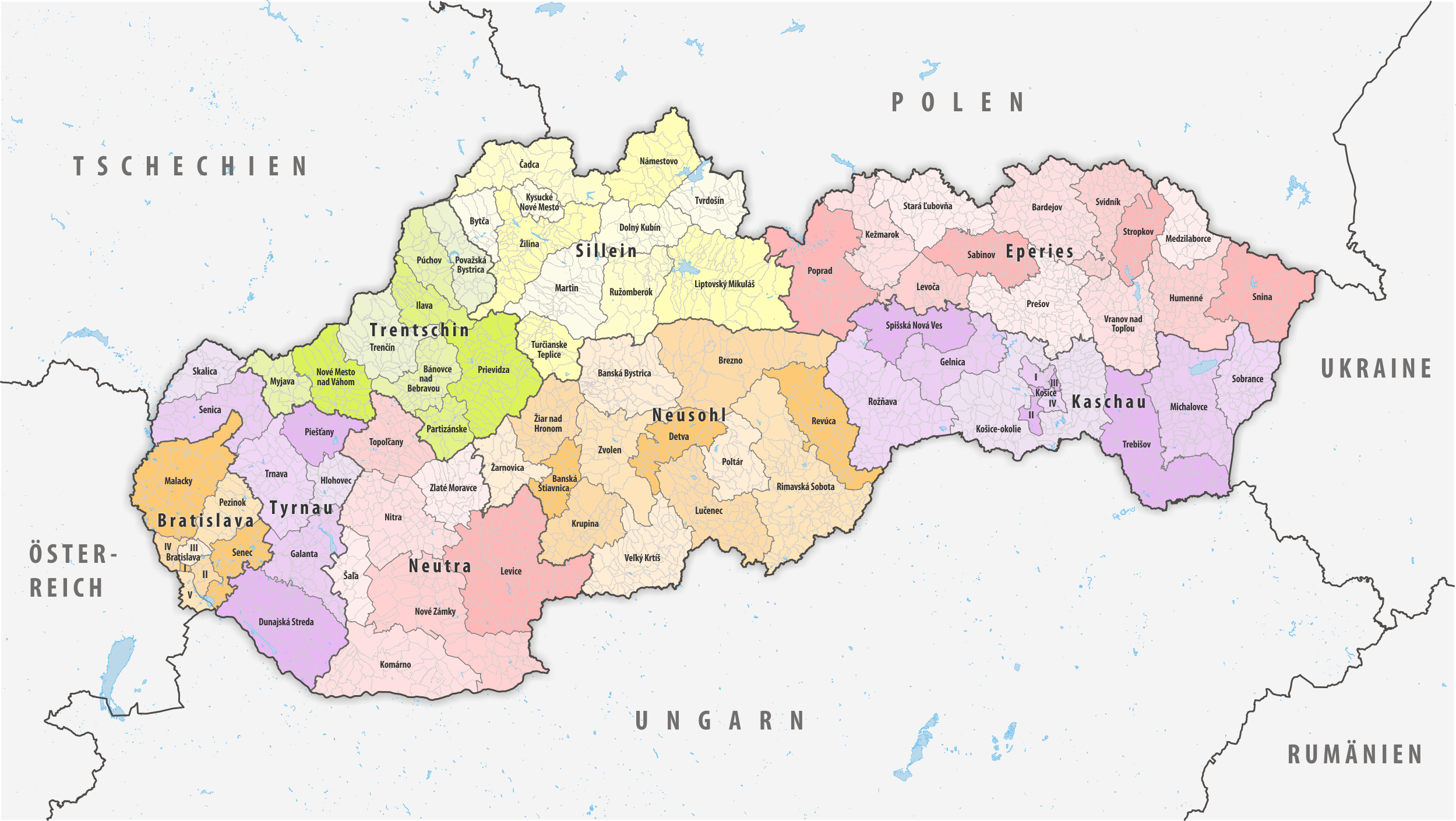
Административное деление Словакии

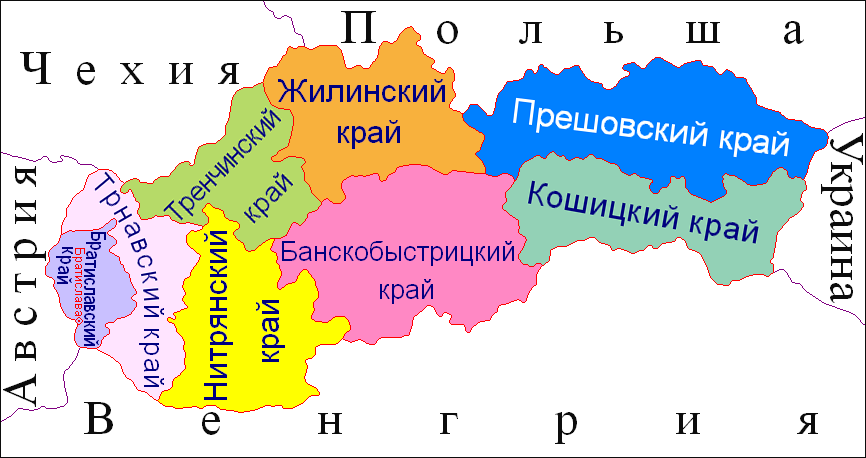
Деление Словакии на края

Словакия c 1996 года делится на 8 краёв (словац. kraje, ед.ч. словац. kraj), которые называются по названию своего административного центра.
| № | Флаг и герб | Край                  | Население, чел. (2011) | Площадь, км² | Плотность, чел./км² | Административный центр |
| - | ----------- | --------------------- | ---------------------- | ------------ | ------------------- | ---------------------- |
| 1 |             | Банскобистрицкий край | 660 563                | 9455         | 69,86               | Банска Бистрица        |
| 2 |             | Братиславский край    | 602 436                | 2052         | 293,58              | Братислава             |
| 3 |             | Жилинский край        | 688 851                | 6801         | 101,29              | Жилина                 |
| 4 |             | Кошицкий край         | 791 723                | 6752         | 117,26              | Кошице                 |
| 5 |             | Нитранский край       | 689 867                | 6344         | 108,74              | Нитра                  |
| 6 |             | Прешовский край       | 814 527                | 8981         | 90,69               | Прешов                 |
| 7 |             | Тренчинский край      | 594 328                | 4502         | 132,01              | Тренчин                |
| 8 |             | Трнавский край        | 554 741                | 4147         | 133,77              | Трнава                 |
|   | Всего       | 5 397 036             | 49 034                 | 110,07       |                     |                        |

## Районы по краям

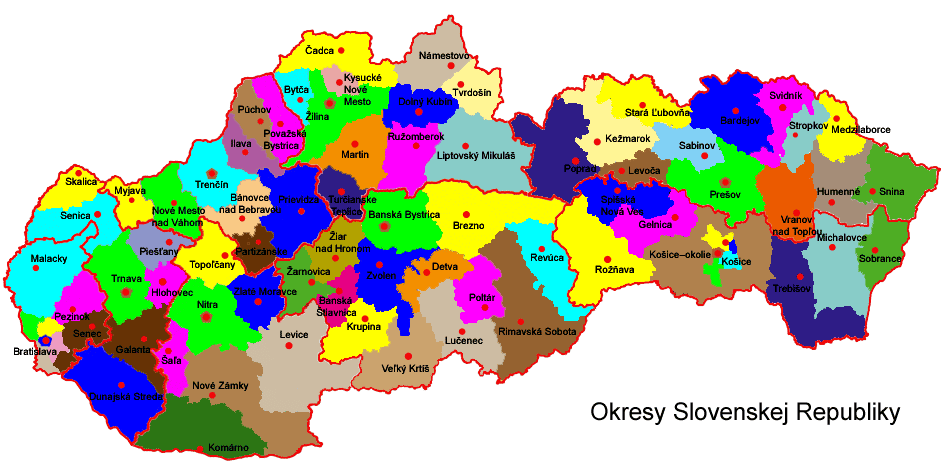
Деление Словакии на районы

Края делятся на несколько районов (словац. okresy, ед.ч. okres). Всего в Словакии сейчас 79 районов.
- Банскобистрицкий край
  - Банска-Бистрица
  - Банска-Штьявница
  - Брезно
  - Детва
  - Крупина
  - Лученец
  - Полтар
  - Ревуца
  - Римавска-Собота
  - Вельки-Кртиш
  - Зволен
  - Жарновица
  - Жьяр-над-Гроном
- Братиславский край
  - Братислава I
  - Братислава II
  - Братислава III
  - Братислава IV
  - Братислава V
  - Малацки
  - Пезинок
  - Сенец
- Жилинский край
  - Битча
  - Чадца
  - Долны-Кубин
  - Кисуцке-Нове-Место
  - Липтовски-Микулаш
  - Район Мартин
  - Район Наместово
  - Район Ружомберок
  - Район Турчьянске Теплице
  - Район Тврдошин
  - Район Жилина
- Кошицкий край
  - Район Гелница
  - Район Кошице I
  - Район Кошице II
  - Район Кошице III
  - Район Кошице IV
  - Район Кошице-Околье
  - Район Михаловце
  - Район Рожнява
  - Район Собранце
  - Район Спишска-Нова-Вес
  - Район Требишов
- Нитранский край
  - Район Комарно
  - Район Левице
  - Район Нитра
  - Район Нове-Замки
  - Район Шаля
  - Район Топольчаны
  - Район Злате Моравце
- Прешовский край
  - Район Прешов
  - Район Сабинов
  - Район Бардейов
  - Район Свидник
  - Район Вранов-над-Топлёу
  - Район Левоча
  - Район Кежмарок
  - Район Стара Любовня
  - Район Попрад
  - Район Медзилаборце
  - Район Гуменне
  - Район Снина
  - Район Стропков
- Тренчинский край
  - Район Бановце-над-Бебравоу
  - Район Илава
  - Район Миява
  - Район Новое Место-над-Вагом
  - Район Партизанске
  - Район Поважска Бистрица
  - Район Прьевидза
  - Район Пухов
  - Район Тренчин
- Трнавский край
  - Район Дунайска Стреда
  - Район Галанта
  - Район Глоговец
  - Район Пьештяни
  - Район Сеница
  - Район Скалица
  - Район Трнава

Районы делятся на общины (словац. obce), которых насчитывается 2891. Из них 130 являются городами (словац. mestá), остальные — деревенскими общинами.
Последние в свою очередь делятся на кадастровые районы (словац. katastrálne územia).